# Miss You So
«Miss You So» — пісня американської ритм-енд-блюзової співачки Лілліан Оффітт, випущена синглом у квітні 1957 року на лейблі Excello. Автор пісні — Морган Бебб.

## Оригінальна версія
Пісня була випущена у 1957 році лейблом Excello на синглі з «If You Only Knew» на стороні «Б.
Дебютний сингл співачки став хітом і посів 8-е місце в чартах R&B Singles та 66-е місце в Billboard Hot 100 журналу «Billboard». Пісня стала досить успішною для того, аби Оффітт могла стати професійною співачкою. Після цього вона випустила ще два сингли «Darlin' I'll Forgive You» (1957) і «Can't Go On» (1958), які мали незначний успіх.

## Інші версії
Пізніше кавер-версію пісні записали й інші музиканти, серед яких Тайні Топсі (1957), Роско Шелтон (1960), Літтл Флорін (1962), Тед Тейлор (1967), Отіс Раш для Troubles, Troubles (1977; вийшов 1978), Джиммі Вон (2010) та ін.